# Trastad Samlinger
Trastad Samlinger er et norsk kunst-kulturhistorisk museum og galleri nord for Borkenes i Kvæfjord kommune i Troms fylke. Museet, som er en del af det regionale museum Sør-Troms museum, blev indviet i 1996 og befinder sig i bygningen til det, som tidligere var Pavillon 7 på Nord-Norges første Centralinstitution for psykisk udviklingshæmmede - Nord-Norges Åndssvakehjem (Trastad Gård), som var i drift fra 1954 til 1991.
Museet viser de udviklingshæmmedes kunst, kultur, historie og hverdag, og hvordan de udvikler sig ved at udtrykke sig kunstnerisk. Trastad Samlinger udspringer fra institutionen Trastad Gård. Her begyndte lærerinden Sigvor Riksheim med keramikundervisning for beboerne i 1958. Senere blev det udvidet til et treårigt skoleforsøg. Forsøget viste, hvordan mennesker med udviklingshæmning udviklede sig, når de fik muligheden for at udfolde sig kunstnerisk.
En af museets vigtigste intentioner er at oplyse om såkaldte outsider-gruppers evner og muligheder og dermed bidrage til at opnå ligeværdighed for de udviklingshæmmedes deltagelse, synlighed og anerkendelse i det offentlige rum ved at vise den mangfoldighed de repræsenterer.

## Outsider Art
Det er udøvere, som ikke har noget ståsted i den etablerede kunstverden, som følger sine egne love og kunsten og betegnes som Outsider Art. Outsider Art karakteriserer en umiddelbar og uhæmmet kunst, som ikke er under indflydelse af andre kunstarter og har i nutiden sin egen selvstændige kunstscene.

## Kunstnere fra Trastad Gård
Herleik Kristiansen (1947-) kom til "Trastad Gård" i 1961. Han opførte sig så truende, at han blev udsat for tvangstrøje og bundet til sengen. En plejer opdagede, at han havde tegnet nogle "kruseduller" på et papir. Det forandrede Herleiks liv. Hans lærer Sigvor Riksheim, som var en pioner i arbejdet med psykisk udviklingshæmmede, så potentialet i den umulige dreng og gav ham muligheden for at udfolde sig kunstnerisk. Han forbedrede sig, og viste efterhånden en stærk koncentrationsevne, når han fik ro og fred til at være kreativ.
I nutiden bor Kristiansen i en beskyttet bolig i Harstad. Han er en anerkendt norsk kunstner. Hans billeder er indkøbt af mange museer og institutioner. Han arbejder i forskellige materialer, bl.a. med keramik og linoleumstryk. Motiverne henter han fra sine nære omgivelser. Hans tidlige tryk var ofte knyttet til fugle, men også af billeder med et religiøst indhold eller huse, nisser og natur.
Torstein Nilsen (1948-) kom til Trastad Gård i 1962. Han har arbejdet i over 40 år med maleri og keramik. Han fik vejledning af Sigvor Riksheim på Trastad Gård og senere af instruktører ved Trastadcenteret i Harstad. Han er medlem af Nordnorske Billedkunstnere siden 1977. Han har haft mange separat- og gruppeudstillinger i både ind- og udland. Det er tydeligt, at Nilsen trives med sit kunstneriske arbejde. Siden hans verbale sprog ikke er så veludviklet, bliver kunstudtrykket specielt vigtigt, både fordi det giver ham en alternativ kommunikationskanal og en virkeidentitet.
Wenche Nilsen (1967-) er en samisk tekstilkunstner, der bor og arbejder i dag i Alta. Hun komponerer sine egne mønstre, og det er næsten altid et menneske, som fremstilles, men nogen gange også et dyr. Med sine enkle naive tegninger på broderiet fremtryller hun sine figurer gennem brug af farver og broderiteknik. Der er store variationer i fremstillingen af et menneske fra de forskellige perioder i hendes liv. Hun broderer på stramej med 3-tråds strikkegarn. Foruden at brodere væver og strikker hun. I mange år har hun lavet sine billeder af garnrester.

## Museets udstillinger
Den kulturhistoriske afdeling viser en autentisk bo- og plejeafdeling for 23 mænd, som den var, da den var ny i 1966. Museet viser ikke kun det positive i udviklingen for de såkaldte åndssvage, men viser også remme og tvangstrøjer, som var i brug indtil Trastad Gård blev nedlagt.
I 2000 åbnede i den samme bygning en norsk og international samling af Outsider Art. En del af kunstværkerne er lavet af tidligere beboere på Trastad Gård. Kunstværkerne kan ses i Galleriets lokaler. Et af de vigtigste formål med museet Trastad Samlinger er at oplyse om de såkaldte outsider-gruppers deltagelse og anerkendelse i en kunstnerisk sammenhæng. Særlig fremhæves der arbejder af Herleik Kristiansen, Torstein Nilsen og Wenche Nilsen, som også i nutiden er produktive anerkendte kunstnere.
Gennem vandreudstillinger i samarbejde med kunstnere fra hele Norge og i andre lande henvender Tradstad Samlinger sig til et bredt publikum.
Trastad Samlinger har åbent fra begyndelsen af juli til midten af august, tirsdag-søndag kl. 11:00-15:00. Museet har åbent hele året efter aftale.

## Andre museer med samme tema
- Museum Ovartaci er et kombineret kunstmuseum og psykiatrisk historisk museum, der er udsprunget af Psykiatrisk Hospital i Risskov, og   nu ligger på Olof Palmes Allé i det nordlige Aarhus.
- Museum Outsider Art i Randers er et museum med fokus på outsiderkunst og drevet i et samarbejde mellem mennesker med særlige behov og ordinært ansat professionelt personale.